# 比尔日
比尔日（法語：Burgy，法語發音：[byʁʒi]）是法国索恩-卢瓦尔省的一个市镇，属于马孔区。

## 地理
比尔日（46°27'49"N, 4°49'55"E）面积2.87 平方千米，位于法国勃艮第-弗朗什-孔泰大區索恩-卢瓦尔省，该省份为法国中部省份，北起顺时针与科多尔省、汝拉省、安省、罗讷省、卢瓦尔省、阿列省和涅夫勒省接壤。
与比尔日接壤的市镇（或旧市镇、城区）包括：吕尼、蒙贝莱、佩罗讷、维雷。

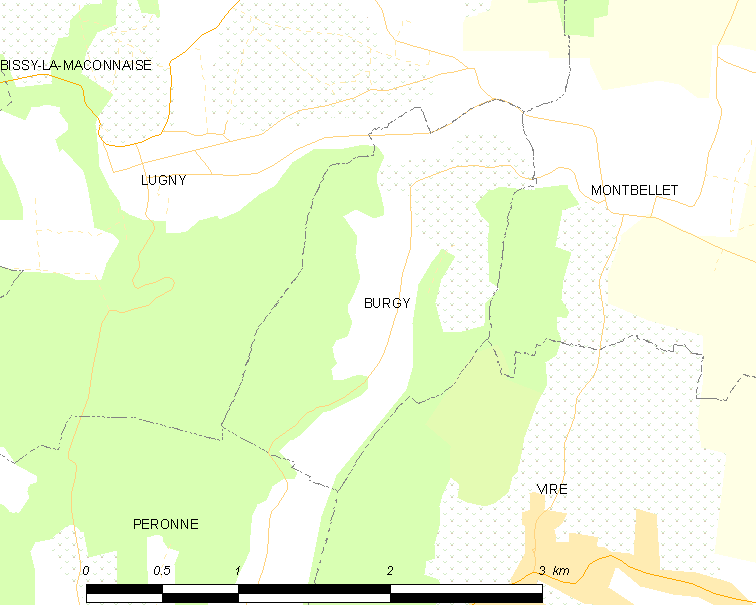
比尔日的OSM定位图

比尔日的时区为UTC+01:00、UTC+02:00（夏令时）。

## 行政
比尔日的邮政编码为71260，INSEE市镇编码为71066。

## 政治
比尔日所属的省级选区为于里尼县。

## 人口

1962-2008年间比尔日人口变化图示

比尔日于2022年1月1日时的人口数量为114人。